# Niezapominajka różnobarwna
Niezapominajka różnobarwna (Myosotis discolor Pers.) – gatunek rośliny należący do rodziny ogórecznikowatych. Występuje w prawie całej Europie z wyjątkiem części południowo-wschodniej. W Polsce jest rzadki.

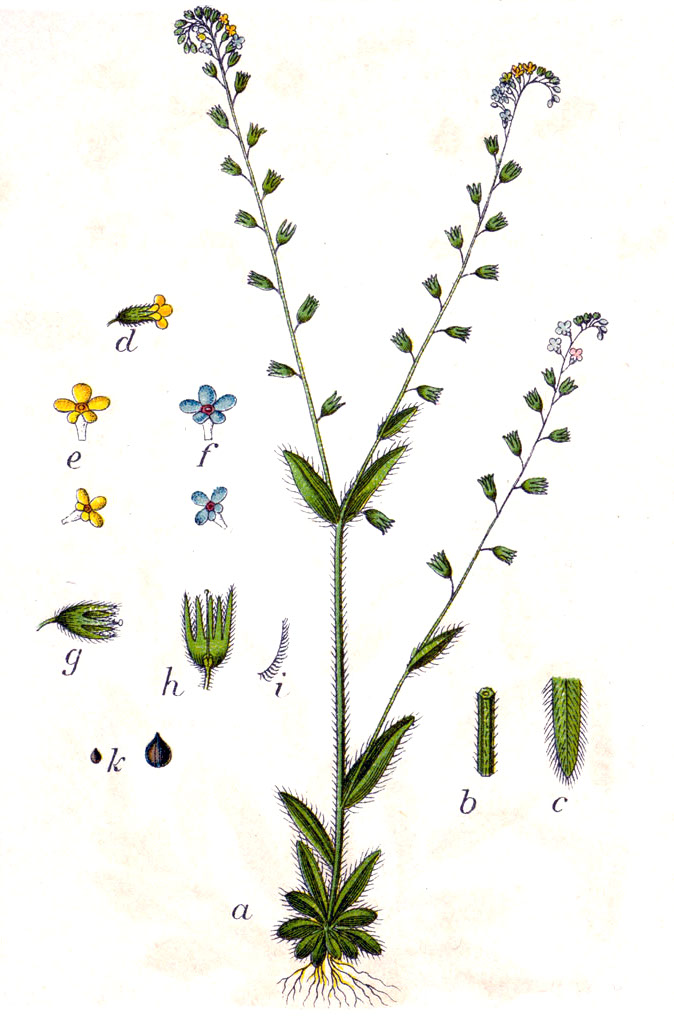
Morfologia

## Morfologia
PokrójCała jest owłosiona prostymi, dość długimi i odstającymi włoskami. Brak włosków haczykowatych. Wysokość 10-30 cm.
LiścieOwalne, siedzące. Odziomkowe przeważnie większe od łodygowych.
KwiatyZebrane w sierpik bez przysadek. Korona kwiatu początkowo (w pączkach) żółta lub kremowa, później różowawa, w końcu niebieska. Często również biała lub czerwonawa, przeważnie kwiaty żółte i niebieskie znajdują się w tym samym kwiatostanie. Rurka korony wydłuża się w czasie kwitnienia, tak, że pod koniec kwitnienia jest dwukrotnie dłuższa od kielicha. Kielich jest w czasie owocowania zamknięty, szypułka co najwyżej nieco tylko dłuższa od niego.
OwocBardzo drobne rozłupki (średnica ok. 1 mm).

## Biologia i ekologia
Roślina jednoroczna. Siedlisko: pola, ubogie murawy, przydroża. W klasyfikacji zbiorowisk roślinnych gatunek charakterystyczny dla All. Vicio lathyroidis-Potentillion. Kwitnie od kwietnia do czerwca.

## Zagrożenia i ochrona
Gatunek umieszczony na polskiej czerwonej liście w kategorii DD (stopień zagrożenia nie może być określony).